# Kastanjeskrikuv
Kastanjeskrikuv (Megascops petersoni) är en fågel i familjen ugglor inom ordningen ugglefåglar.

## Utseende och läte
Kastanjeskrikuven är en liten skrikuv. De flesta fåglar är bjärt färgade i kanelbrun och beige, medan vissa är mer brungula. Arten skiljs från liknande rostskrikuven genom avsaknad av vita teckningar på skuldrorna. Den skiljer sig också i lätena, där sången är en snabb stigande och fallande serie med mjuka toner.

## Utbredning och systematik
Fågeln förekommer enbart i molnskogar i södra Ecuador och norra Peru. Den beskrevs vetenskapligt som ny art först 1986.

## Status
Trots det begränsade utbredningsområdet och det faktum att den minskar i antal anses beståndet vara livskraftigt av internationella naturvårdsunionen IUCN. 

## Namn
Fågelns vetenskapliga artnamn hedrar amerikanske fältornitologen Roger Tory Peterson (1908-1996).